# Dissodactylus schmitti
Dissodactylus schmitti is een krabbensoort uit de familie van de Pinnotheridae. De wetenschappelijke naam van de soort is voor het eerst geldig gepubliceerd in 1987 door Griffith.